# Égide Rombaux
Égide Rombaux (Schaarbeek, 19 januari 1865 – Ukkel, 11 september 1942) was een Belgisch beeldhouwer en medailleur.

## Leven en werk
Rombaux, ook vermeld als Rombeaux,  was een zoon van de beeldhouwer Felix Rombaux en Emérence Rosalie Lammens. Hij werkte als leerling in het atelier van Albert Desenfans en volgde 's avonds lessen aan de Academie voor Schone Kunsten van Brussel onder Charles Van der Stappen. Hij werd vervolgens assistent van Jef Lambeaux.
Als 17-jarige won hij in 1882 zijn eerste medaille. De Godecharleprijs, die hij in 1887 won, stelde hem in staat een aantal jaren in Florence te werken. Hij vestigde zich in Parijs, maar trok na het winnen van de Prijs van Rome in 1891 opnieuw naar Italië. In 1895 keerde hij terug naar Brussel. Hij gaf les aan de Antwerpse en Brusselse academie. Rombaux trouwde in 1899 met Henriette Vander Auwera, van wie hij scheidde, en leefde later samen met zijn leerlinge Valentine Bender.
Rombaux maakte penningen, bustes, monumentale beelden en bouwbeeldhouwkunst. Hij exposeerde meerdere malen; op de Brusselse salon van 1900 exposeerde hij zijn marmeren beeld Dochters van Satan, dat werd opgenomen in de collectie van de Koninklijke Musea voor Schone Kunsten van België. Het toont de invloed van Auguste Rodin, die hij in Parijs had leren kennen. Zijn werk werd ook in andere museale collecties opgenomen, waaronder die van de Tate Gallery en het Koninklijk Museum voor Schone Kunsten Antwerpen. Hij werd in 1911 lid van de Académie royale des sciences, des lettres et des beaux-arts de Belgique.
Rombaux overleed op 77-jarige leeftijd. Na zijn overlijden werd door de Academie de Égide Rombauxprijs ingesteld.

## Enkele werken
- borstweringen op de triomfboog van het Jubelpark in Brussel
- reliëf van de dood van Cesar (1891)
- standbeeld van Gabrielle Petit (1923) op het Sint-Jansplein te Brussel.
- buste van koning Leopold III (1938), voor het Belgische senaat
- standbeeld van kardinaal Mercier (1941-1942), Sint-Goedeleplein te Brussel.
- standbeeld van Ceres voor het stadhuis van Sint-Gillis
- oorlogsmonument Koksijde
- De nymfenlamp ism François Hoosemans (ca. 1900).
- Het beeld van de overwinningsgodin Niké op het monument voor de slachtoffers van WO I op de Kalkmarkt te Tienen

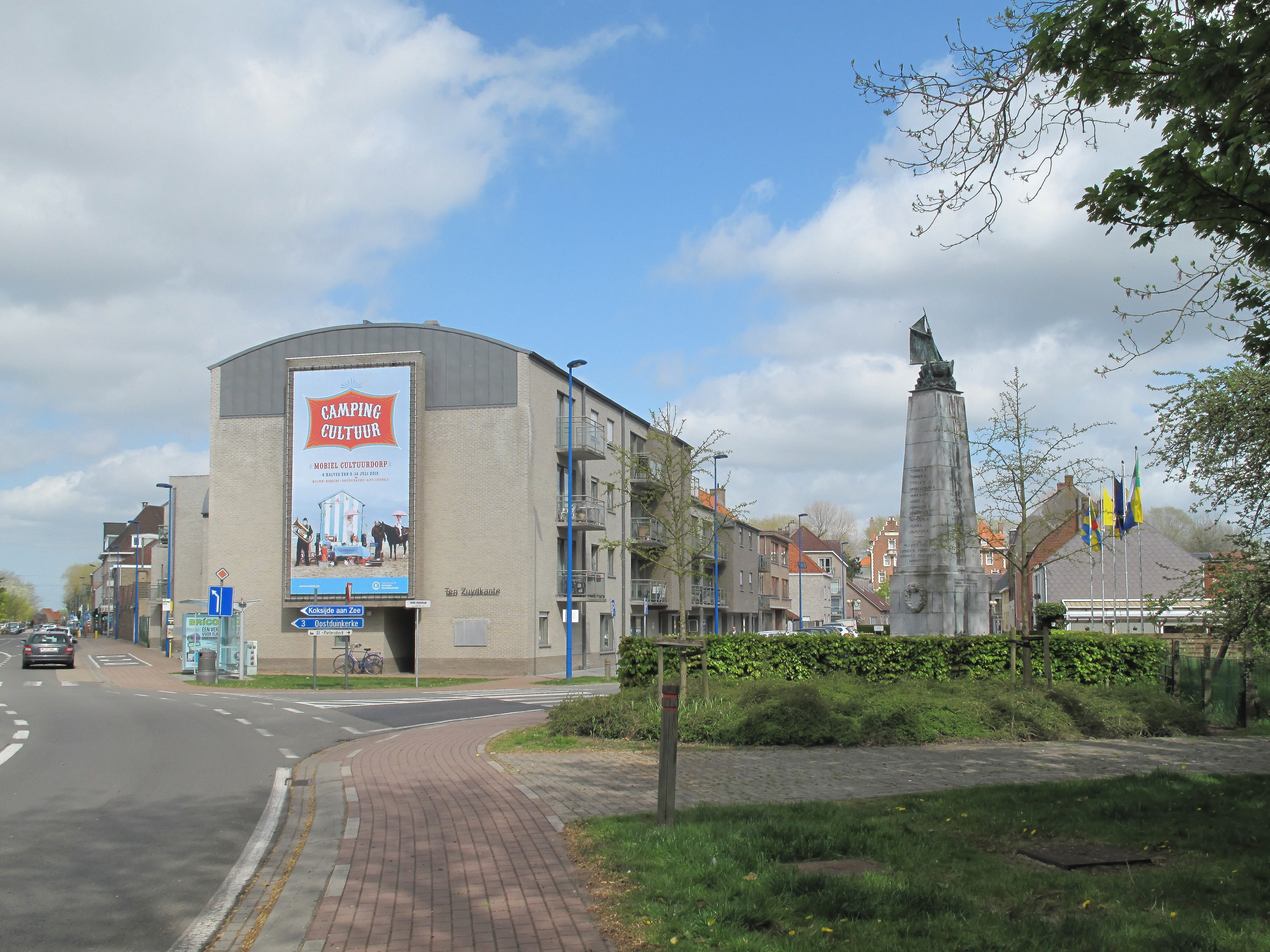
oorlogsmonument Koksijde
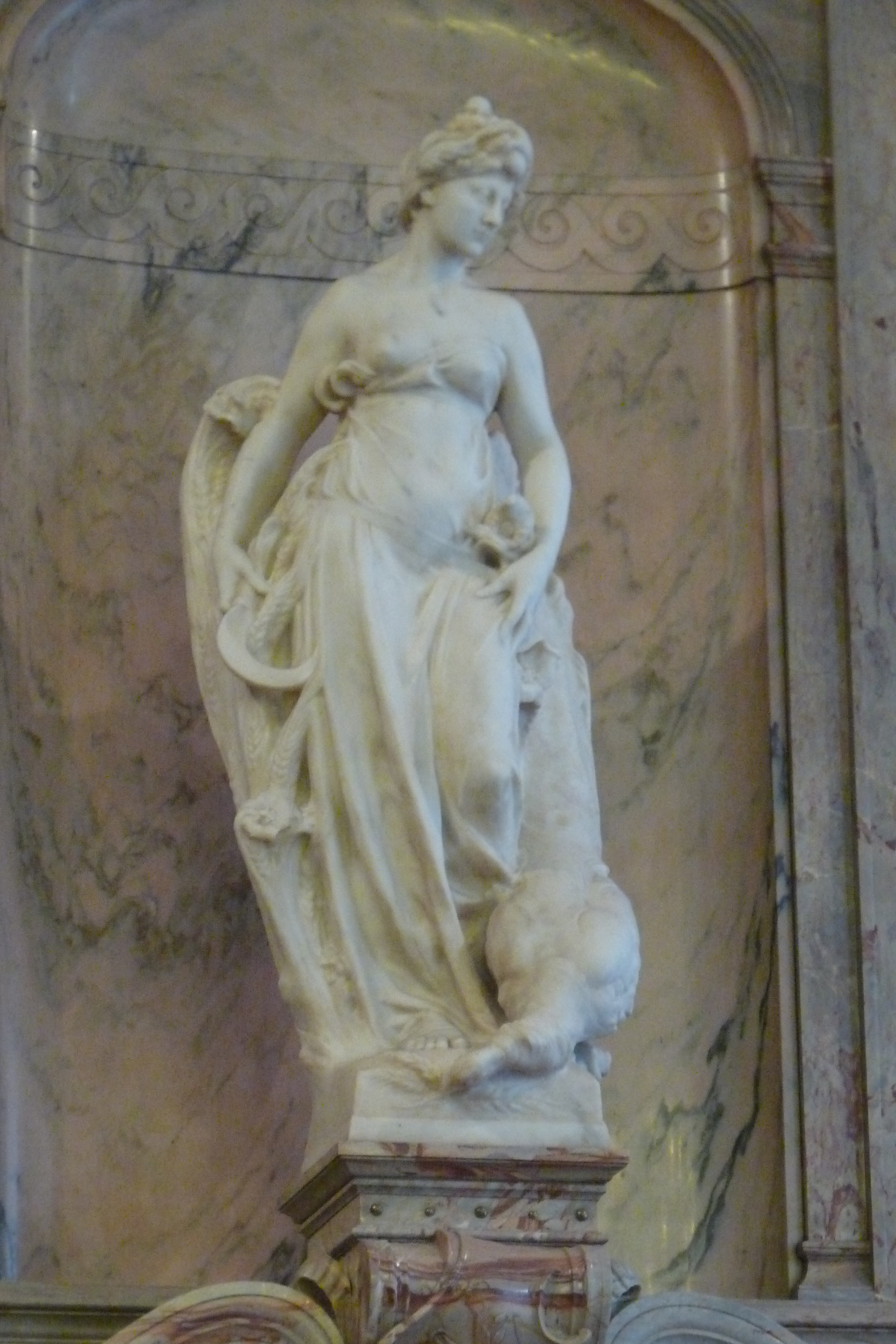
Ceres
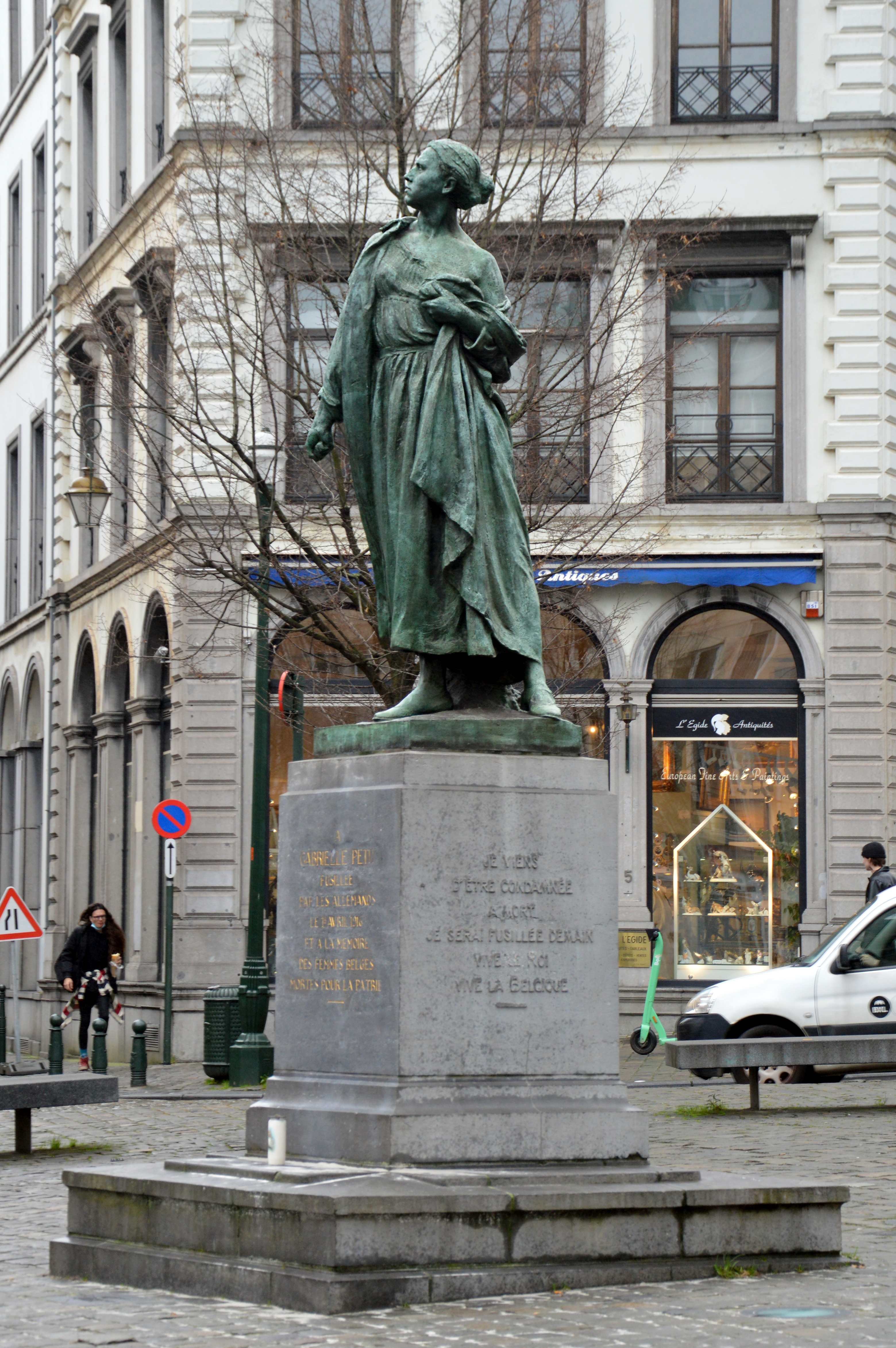
Standbeeld van Gabrielle Petit op het Sint-Jansplein
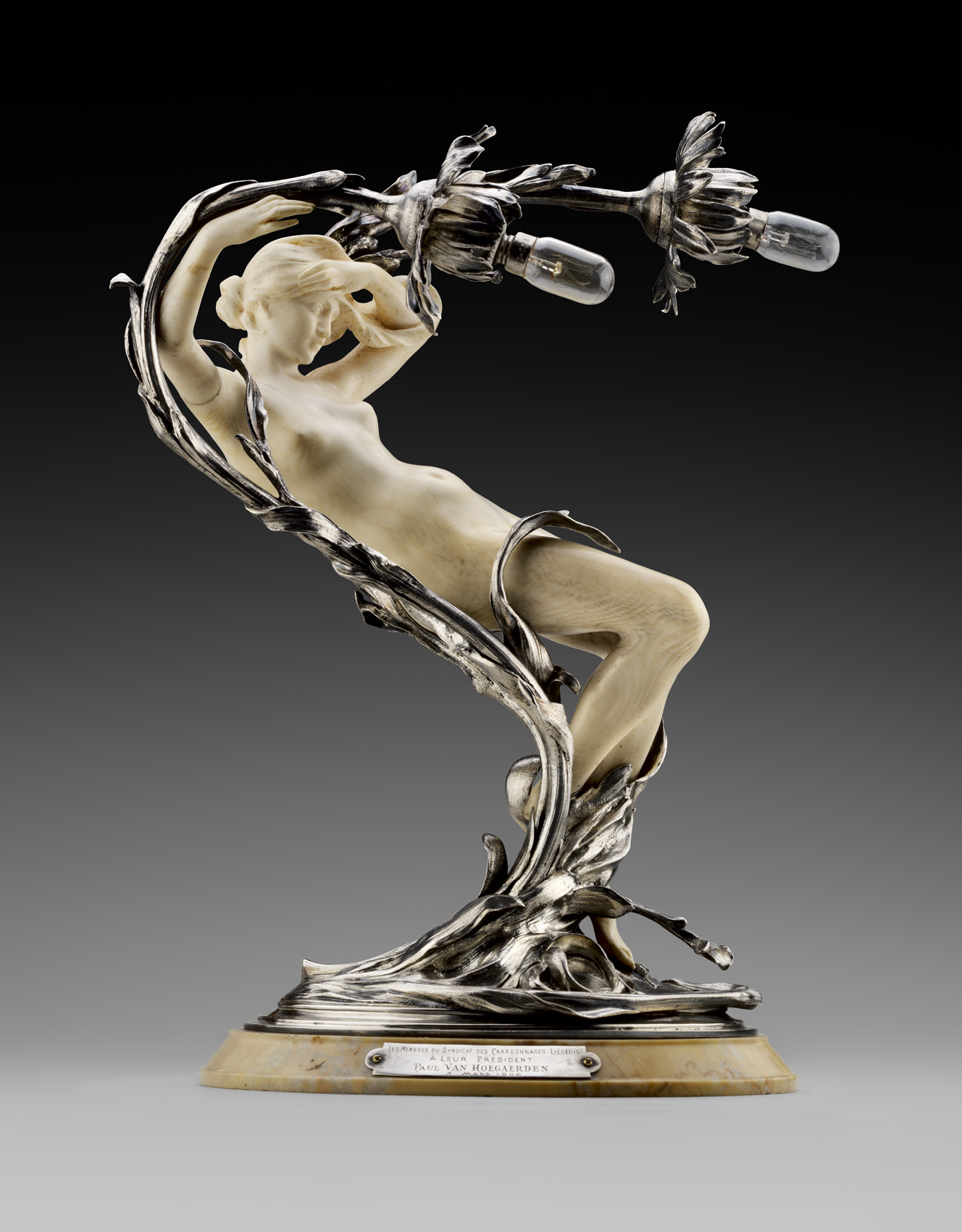
Nymfenlamp, in samenwerking met François Hoosemans (ijzerwerk), (ca.1900) - in opdracht van de Exposition Universelle 1900, Parijs - Collectie KBS
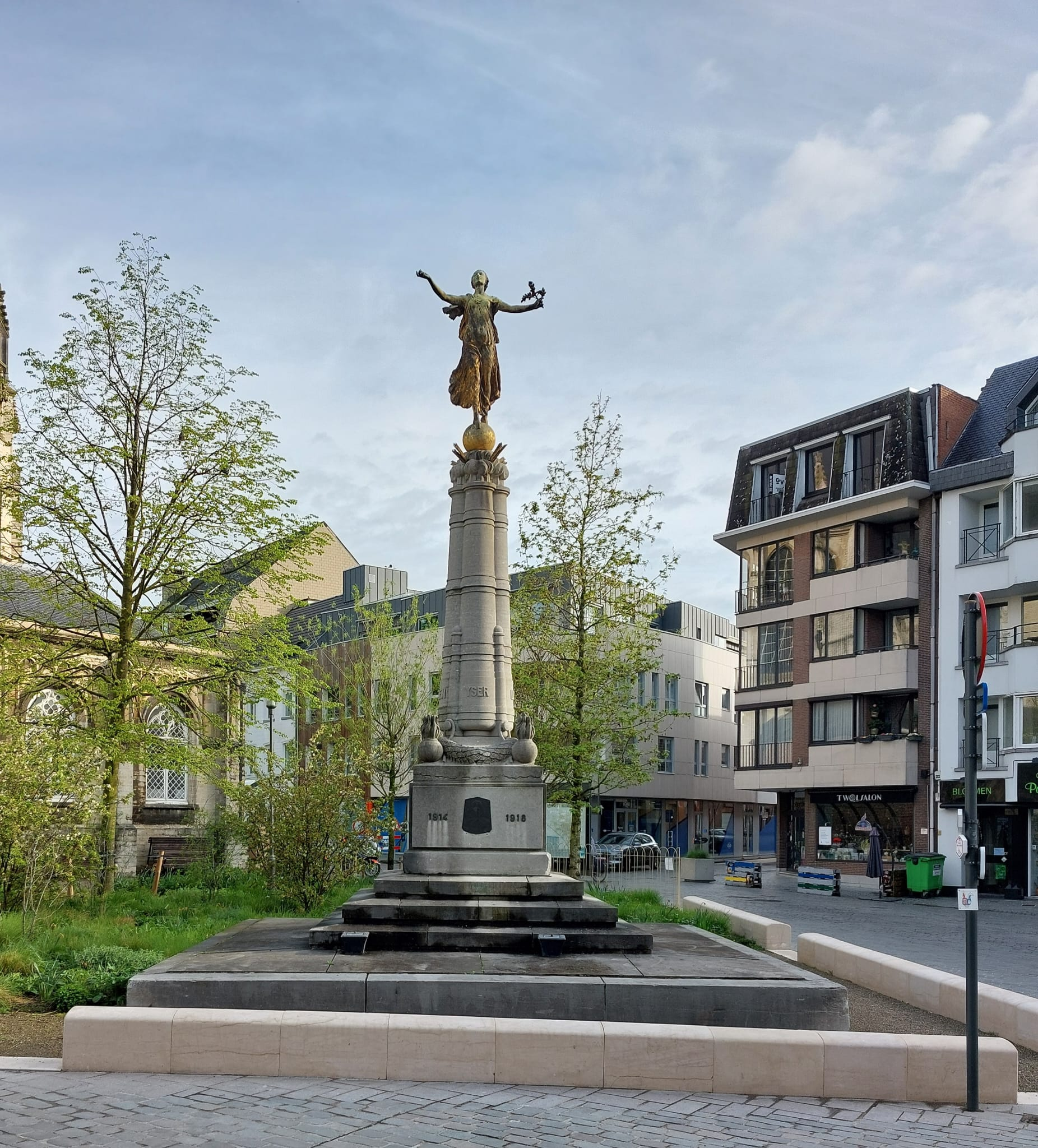
De Gouden Madam, Niké Monument WO I, Kalkmarkt Tienen